# Forte de Amber
O Forte de Amber, também conhecido como Forte de Amer, é uma fortaleza histórica localizada na cidade de Amber, Índia. Localizado 7 km ao norte de Jaipur, no estado do Rajastão, é conhecido por seu estilo único, misturando a cultura muçulmana com a hindu. Foi declarado como patrimônio mundial pela Organização das Nações Unidas para a Educação, a Ciência e a Cultura (UNESCO), no ano de 2013, inserido no conjunto de Fortes nas Colinas do Rajastão.

## História
No século XI, Kakildev, governante Kachchwaha, começou a construção das muralhas para a proteção da cidade de Amber. Entre 1179 e 1216, o governante Rajdev, descendente de Kakildev, transformou a cidade em capital do Reino de Kachchwaha.
Por volta de 1592, o governante Raja Bharmal deu início à construção dos palácios residenciais. Devido à aliança política entre os Kachchwaha Rajapute e o Império Mogol, os palácios de Amber seguiram os moldes de palácios e fortes Mogol, mas com algumas adaptações feitas pelos Rajaputes.
Com a mudança da capital para Jaipur, em 1728, a fortaleza ficou quase deserta, servindo de estadia para os governantes durante o festival religioso de Navaratri. Durante o reinado de Raja Madho Singh II, em 1818, a estadia nos palácios de Amber foi descontinuada.
Em 1968, a fortaleza foi declarada como um monumento protegido pelo Departamento de Estado de Museus e Arqueologia do Rajastão. E, em 2005, o complexo passou por obras de conservação e adaptação para visitas turísticas pelo órgão criado especialmente para esta finalidade, a Autoridade de Gestão e Desenvolvimento de Amber.

## Arquitetura
O forte foi construído baseado no estilo Mogol; sendo o eixo norte-sul o principal. Também foi dividido por setores; onde o Jaleb Chowk foi destinado para a entrada e funções públicas, o Diwan-i-Am para audiências públicas, o Diwan-i-Khas para as principais funções administrativas e o Man Singh Mahal para residência. O sítio possui uma área de 30 hectares e está localizado no topo da colina Kalikho. O local foi estrategicamente escolhido por fornecer uma proteção natural à fortificação, e a aproximação com o lago Maota facilitou o abastecimento de água através de uma série de elevadores. A distribuição da água pelo forte foi feita através de canais e tubulações. Há um túnel fortificado que interliga o Forte de Amber com o Forte Jaigarh, que era utilizado para a fuga da família real em períodos de guerra.

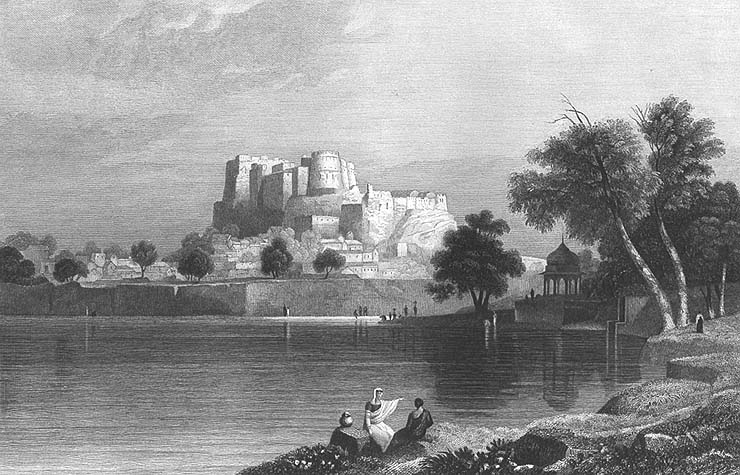
Forte de Amber, Jaipur, c. 1858

### Muralha e bastiões
Foram construídos a partir do século XI, pelo Kacchwahas, e envolve todo o complexo da fortaleza. Como material de construção, foram utilizadas pedras brutas, pedras trabalhadas e cal.

### Suraj Pol
O seu nome significa Portão do Sol, e é a entrada principal da fortaleza, levando ao setor Jaleb Chowk. Foi construída entre os anos de 1622 e 1677, pelo Mirza Raja Jai Singh I; e ampliada entre 1699 e 1743, por Jai Singh II. Consiste em um arco monumental pontiagudo, em estilo islâmico; com uma sala de guarda; e outras câmaras. Para a construção foi utilizada pedra assentada em argamassa de cal, rebocada e lavada com cal, e elementos decorativos em estuque e pedra.

### Jaleb Chowk
É o pátio principal. Possui 64 metros por 92 metros, ladeado por escritórios e alojamentos. Além da entrada principal (Suraj Pol), há o portão Sinh Pol, que leva ao Templo Shila Devi, dedicado a deusa Cáli; e o portão Chand Pol (Portão da Lua), que é uma entrada secundária. O Templo Shila Devi possui portas de prata trabalhada em técnica repoussé.

### Diwan–i-Am
O pátio é ladeado, ao norte, por um baradari; ao leste e oeste, por conjuntos de salas; e ao sul, pelo Bhojanshala, que era a sala de jantar do governante; e pelo portão Ganesh Pol, que dá acesso ao Diwan-i-Khas.
O baradari, é a edificação mais antiga do setor, foi construído entre os anos de 1622 e 1677, por Mirza Raja Jai Singh I. Possui dois pavimentos, sendo o primeiro pavimento composto por 40 colunas com capitéis em forma de elefante; nas colunas externas da edificação foi utilizado arenito vermelho e nas colunas internas foi utilizado mármore creme. Todas as pedras utilizadas para a construção foram importadas.

### Diwan-i-Khas
É o setor mais ornamentado da fortaleza. Foi construído entre os anos de 1622 e 1677, por Sawai Jai Singh II. No nível mais baixo e central está um grande jardim com canais e fontes de mármore; à leste está o Sheesh Mahal, e em seu topo foi construído o Jai Mandir (Salão da Vitória). O Jai Mandir possui formato oblongo com telhado curvilíneo, ladeado por duas câmaras com cúpulas octogonais, suas paredes possuem painéis embutidos e o teto recebeu ornamentação espelhada. À oeste está o Sukh Niwas (Salão do Prazer), com portas feitas de sândalo e incrustada em marfim; ao norte está o portão Ganesh Pol; e ao sul estão as portas que dão acesso ao setor Man Singh Mahal.

### Man Singh Mahal
Foi construído entre 1589 e 1614, por Raja Man Singh, a princípio para servir como seu palácio principal. No século XVII, passou a servir como zenana (aposento para mulheres). É constituído de um pátio principal, cercado por muros de 3 metros de altura e com um baradari em seu centro; o Palácio Man Singh, que é acessado através de uma rampa sinuosa; quadras ao redor do pátio principal, separados pelo muro de 3 metros de altura.
O palácio possui 2 pavimentos, com câmaras, galerias, varandas, muros altos e torres. Em seu interior, as câmaras foram convertidas em apartamentos para as damas reais, e as câmaras menores foram convertidas em apartamentos para os servos. Os apartamentos do primeiro pavimento possuem pátios privativos e os apartamentos do segundo pavimento possuem terraços. Na galeria do pavimento superior, que interliga todos os apartamentos, é intercalada com jharokhas, e em seus cantos há pavilhões com escadas. Em um anexo, ao sul do palácio, se encontra os sanitário e locais de banho.

## Turismo
O complexo da fortaleza está aberto a visitação, mediante pagamento e horário restrito. Tem a possibilidade de contratar um guia ou audioguia. Durante à noite, há um show de luzes e som. Para chegar até a entrada do forte, pode ser a pé, em carro privado, alugado, ou com agências de turismo. Há a possibilidade de chegar ao forte montado em elefantes, mas a prática é duramente criticada devido aos maus tratos dos animais.

## Galeria de fotos

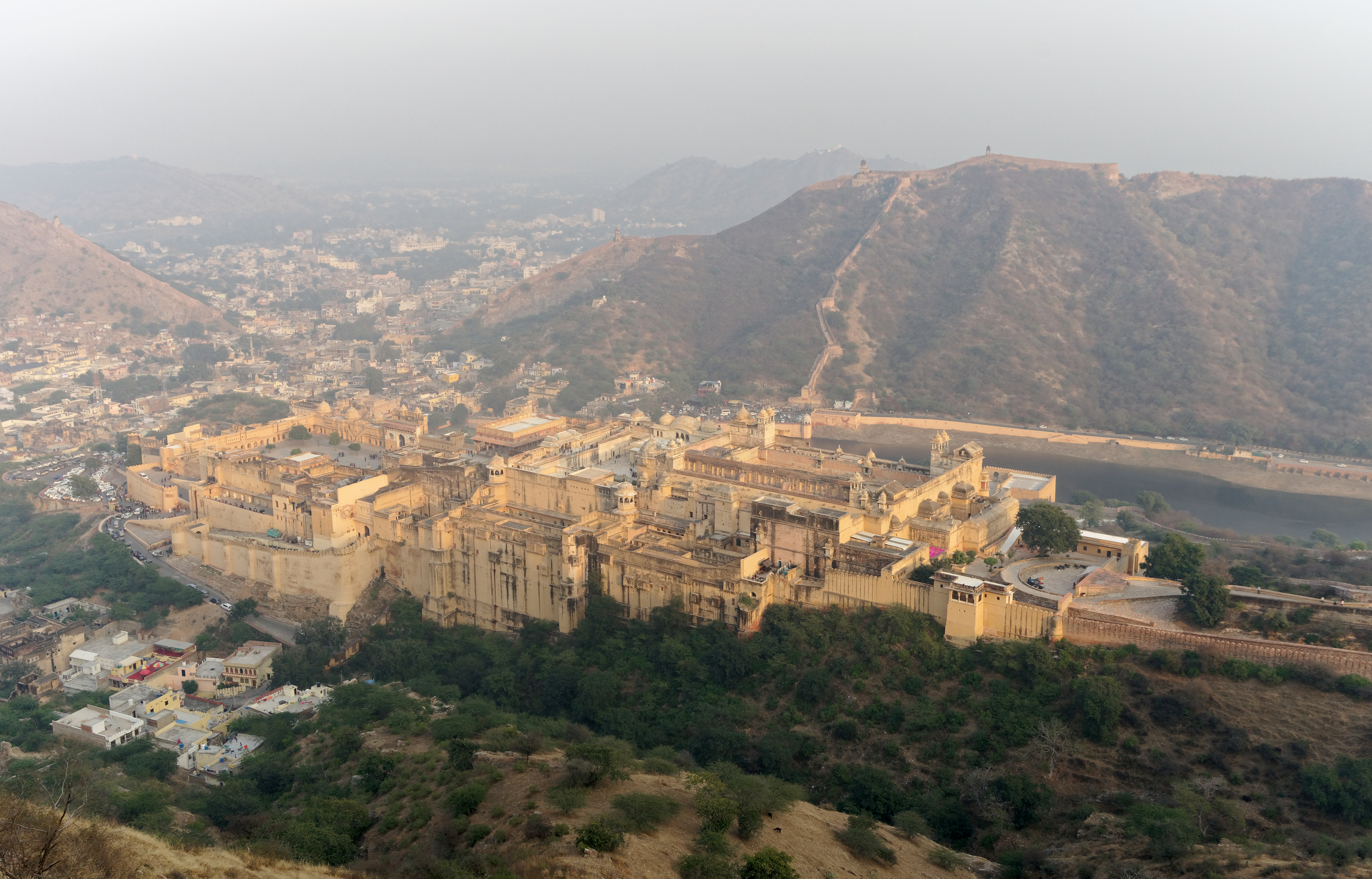
Vista aérea
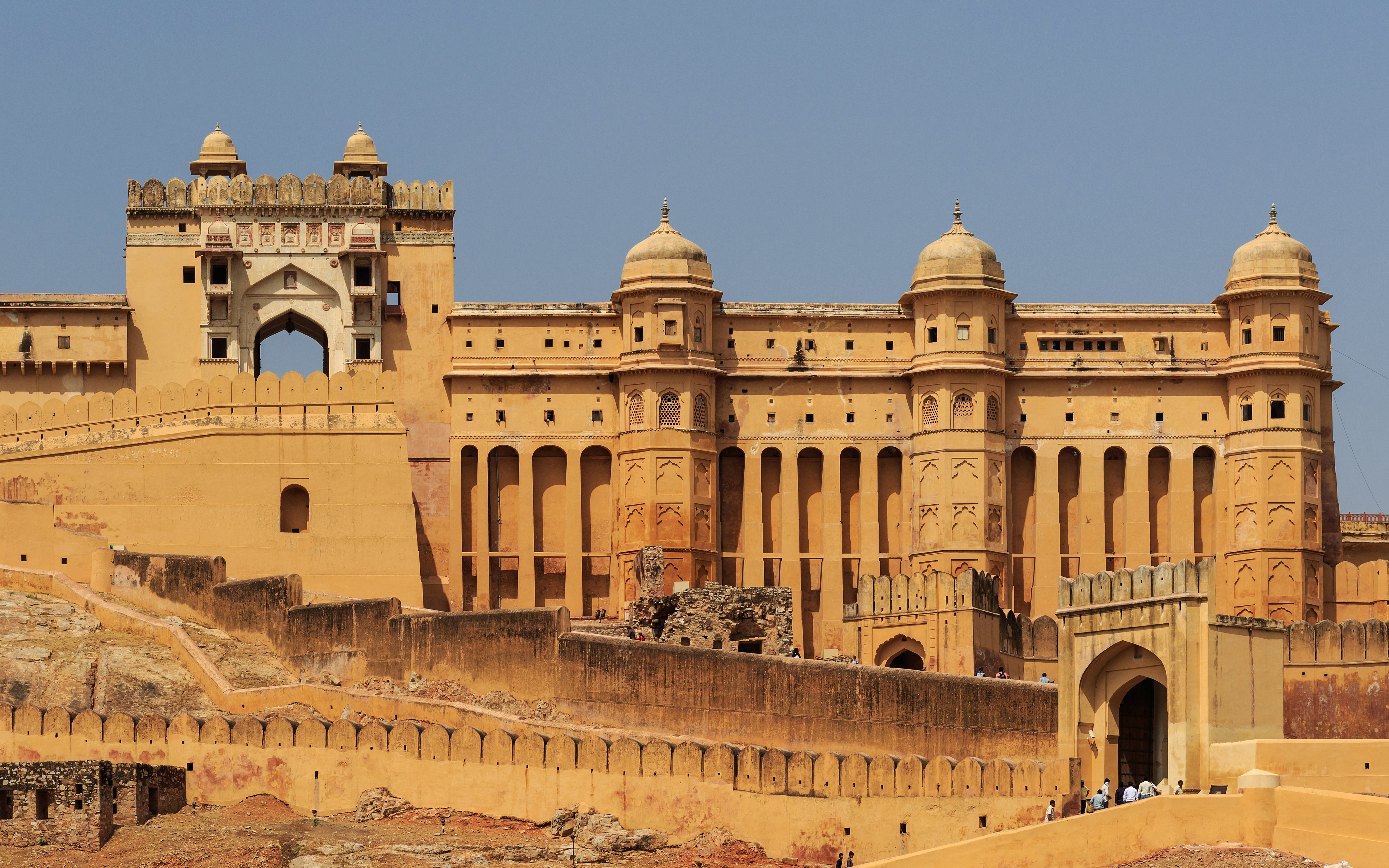
Muralhas da fortificação
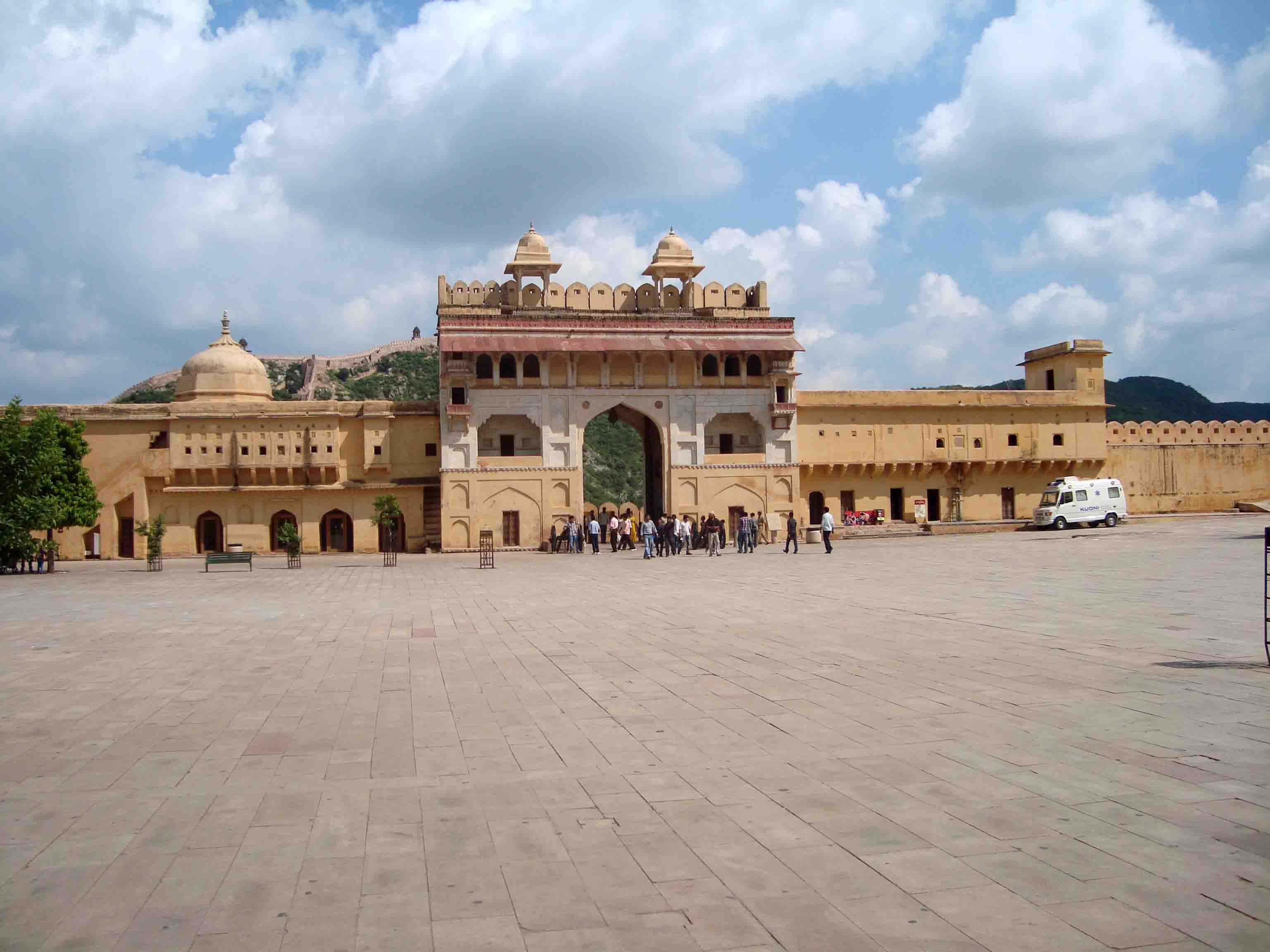
Suraj Pol (entrada principal)
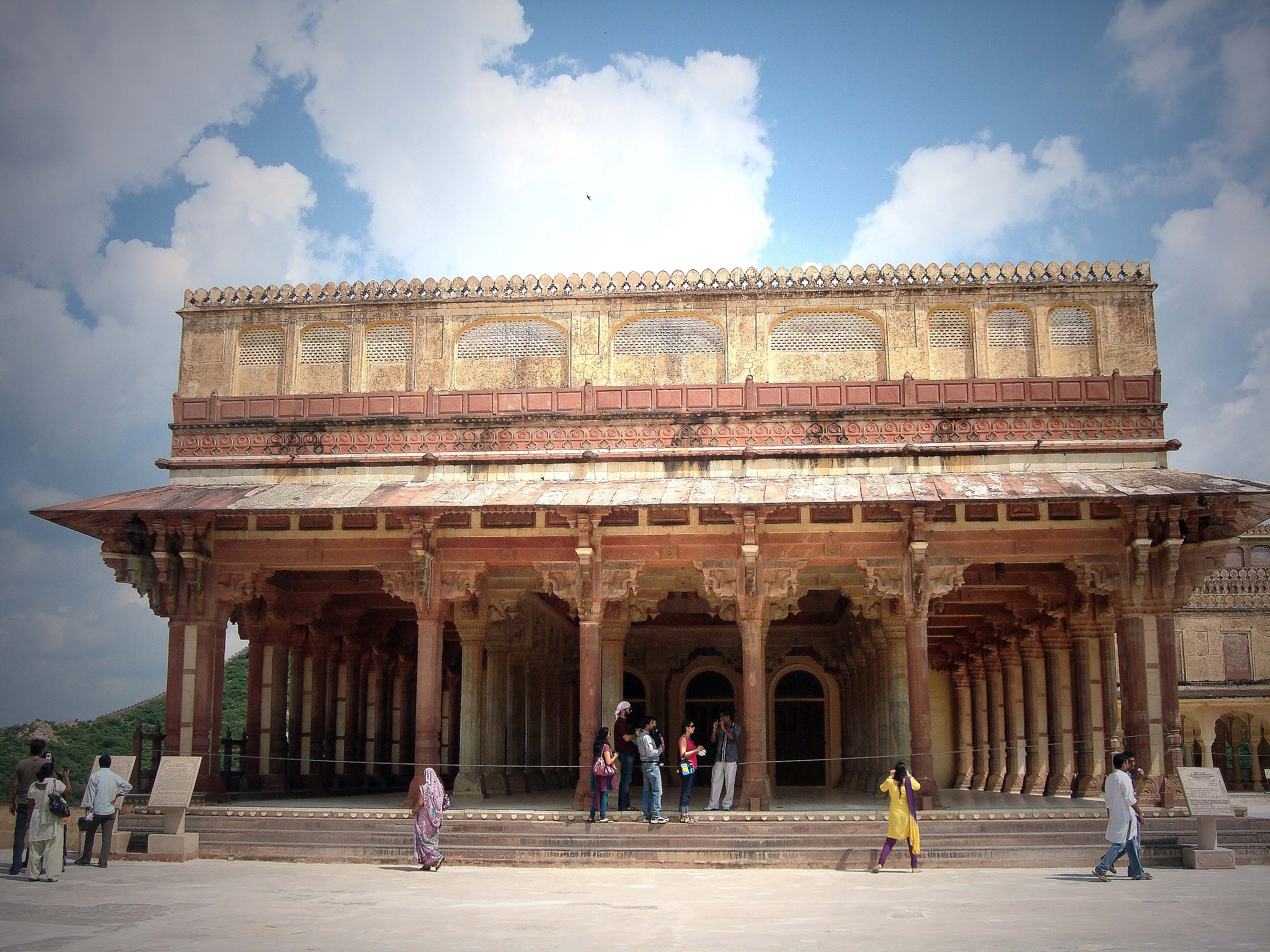
Baradari do Diwan-i-Am
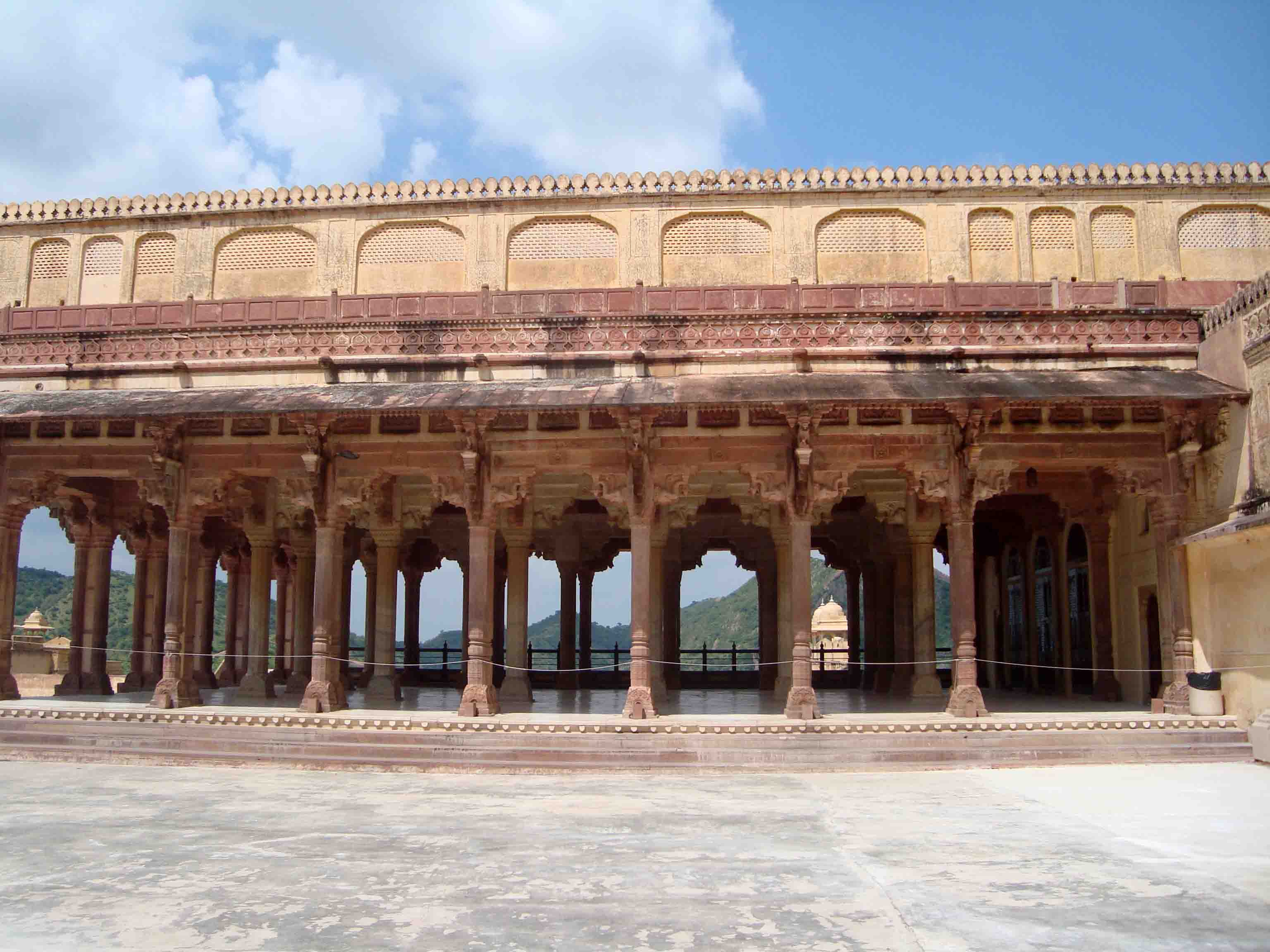
Baradari do Diwan-i-Am
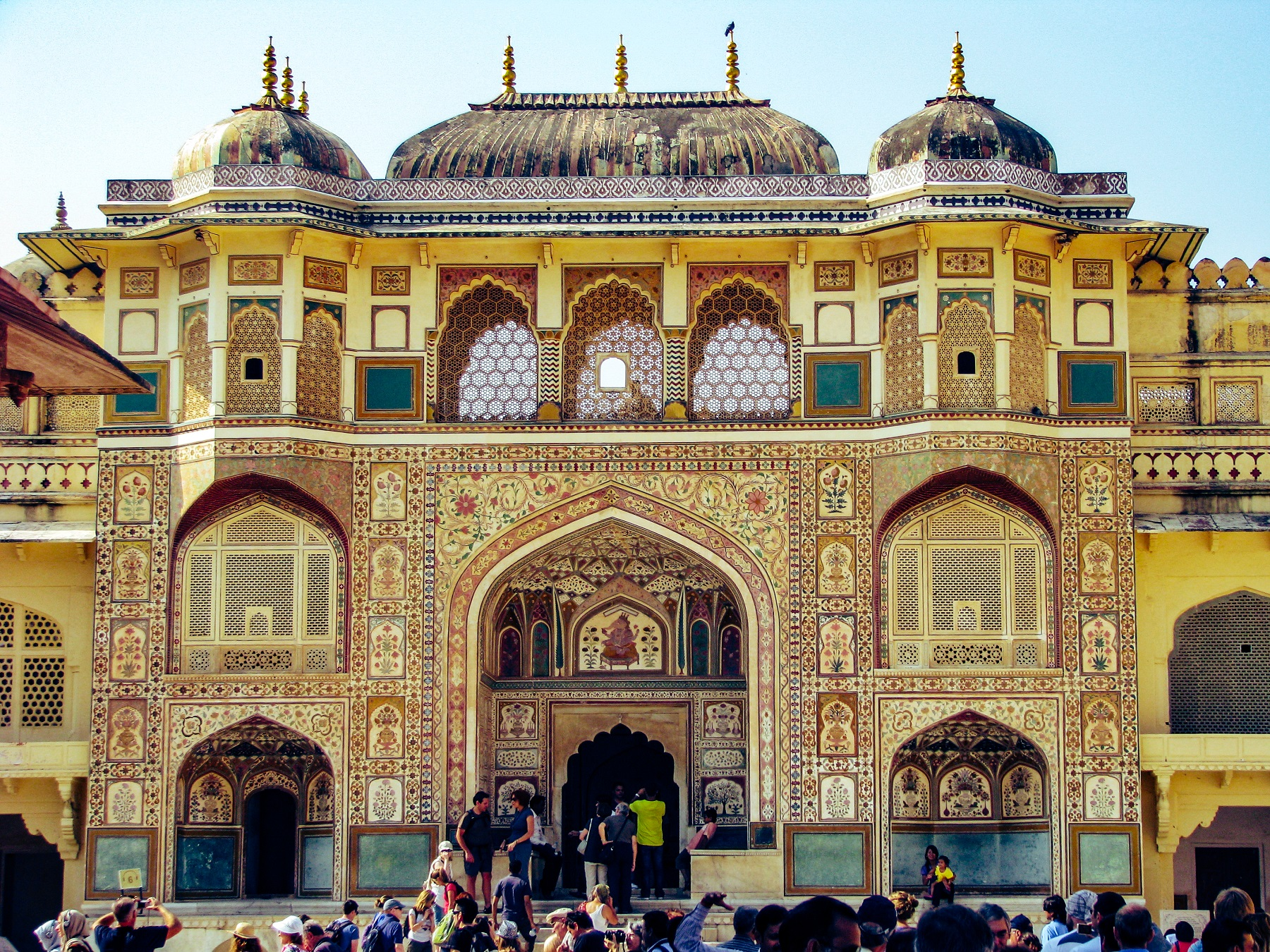
Ganesh Pol
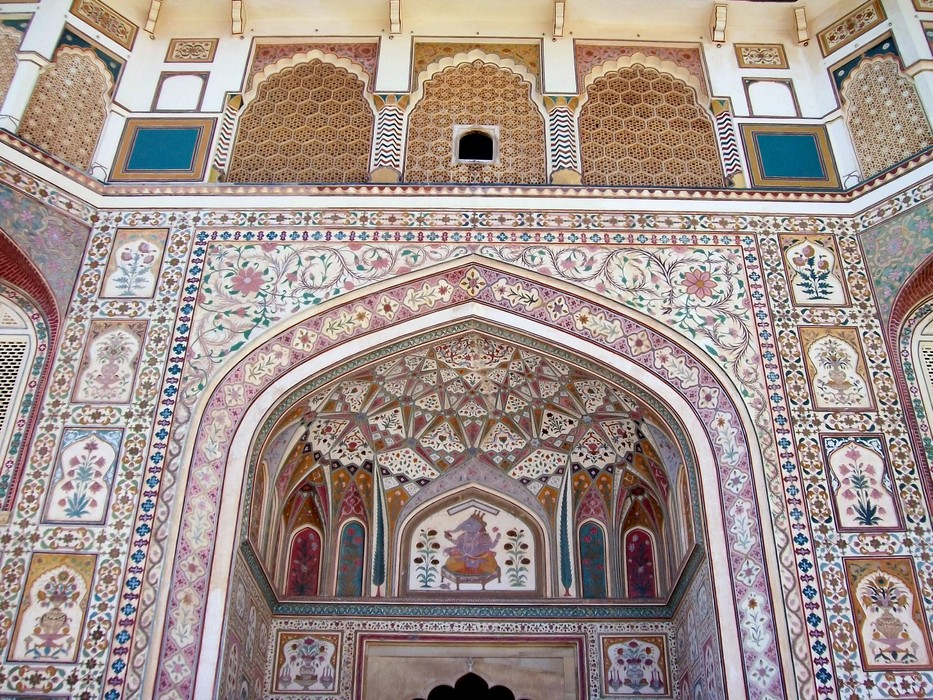
Detalhes do Ganesh Pol
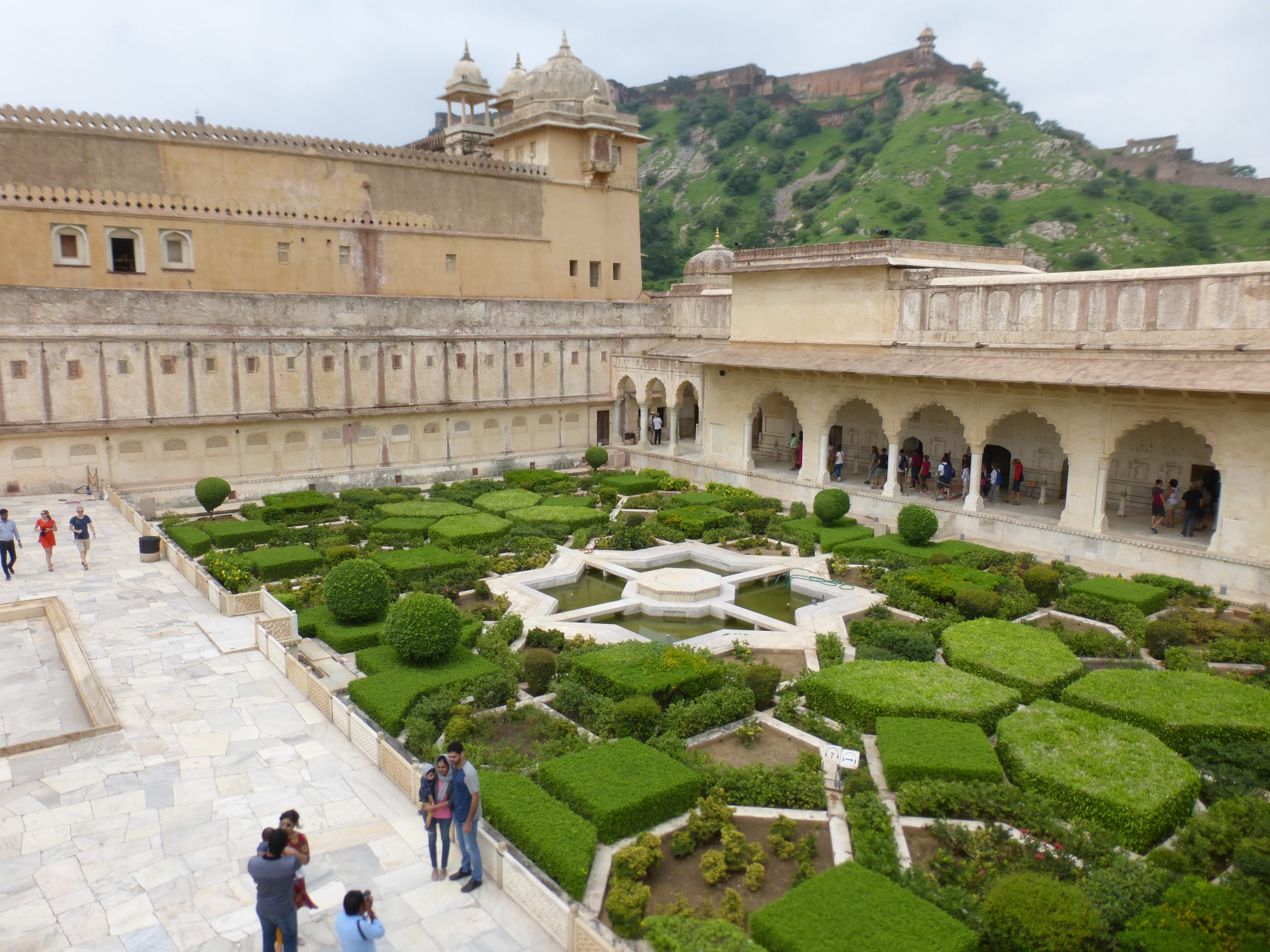
Diwan-i-Khas
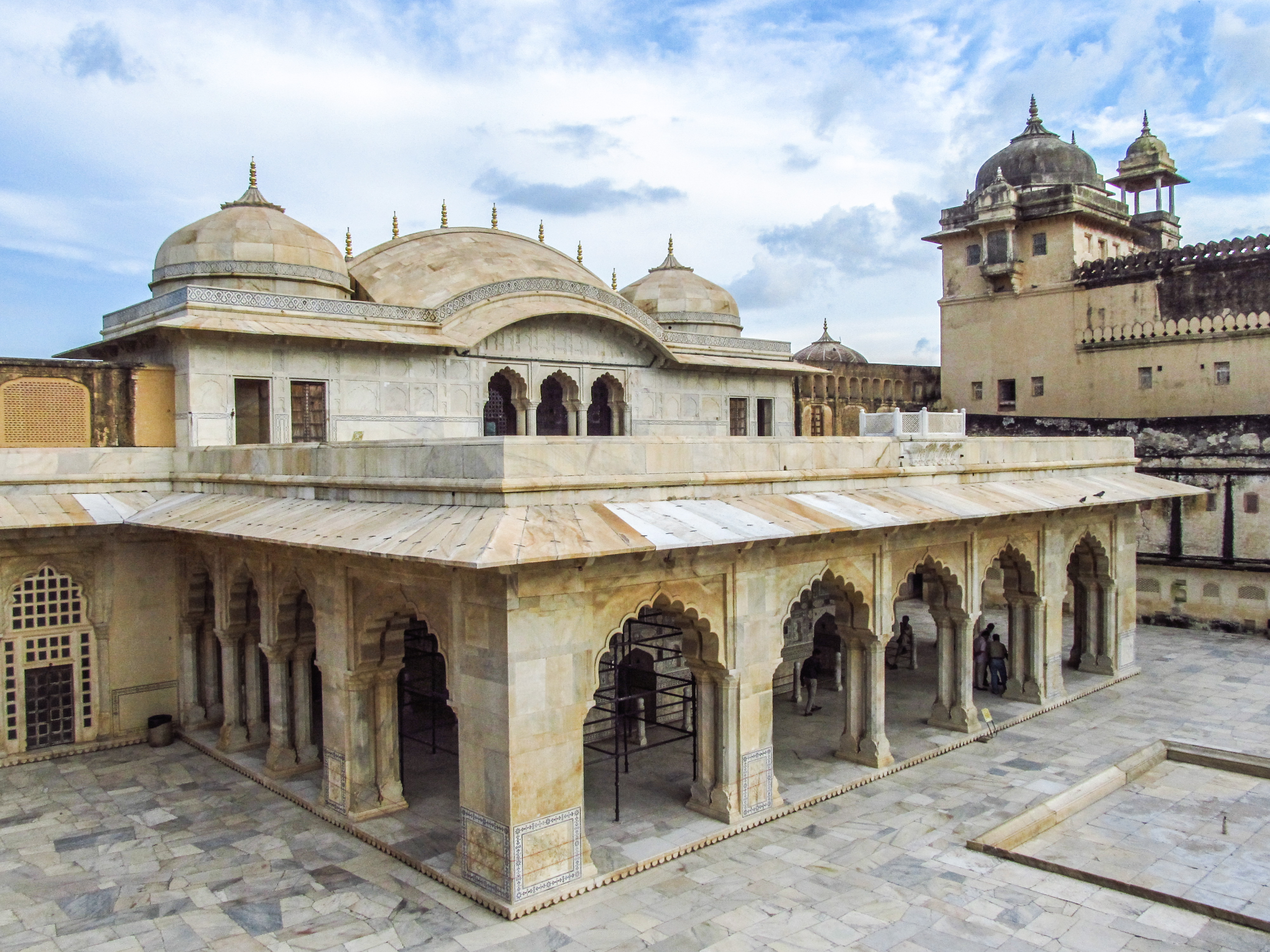
Jai Mandir
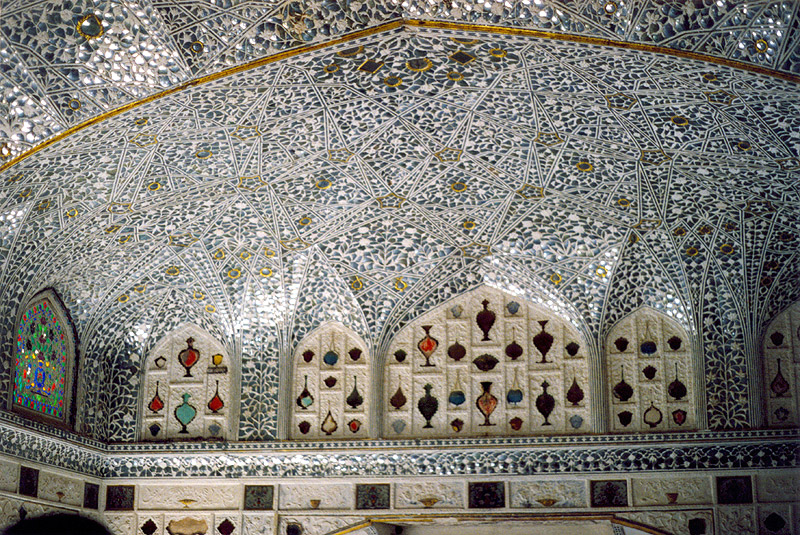
Teto espelhado do Jai Mandir
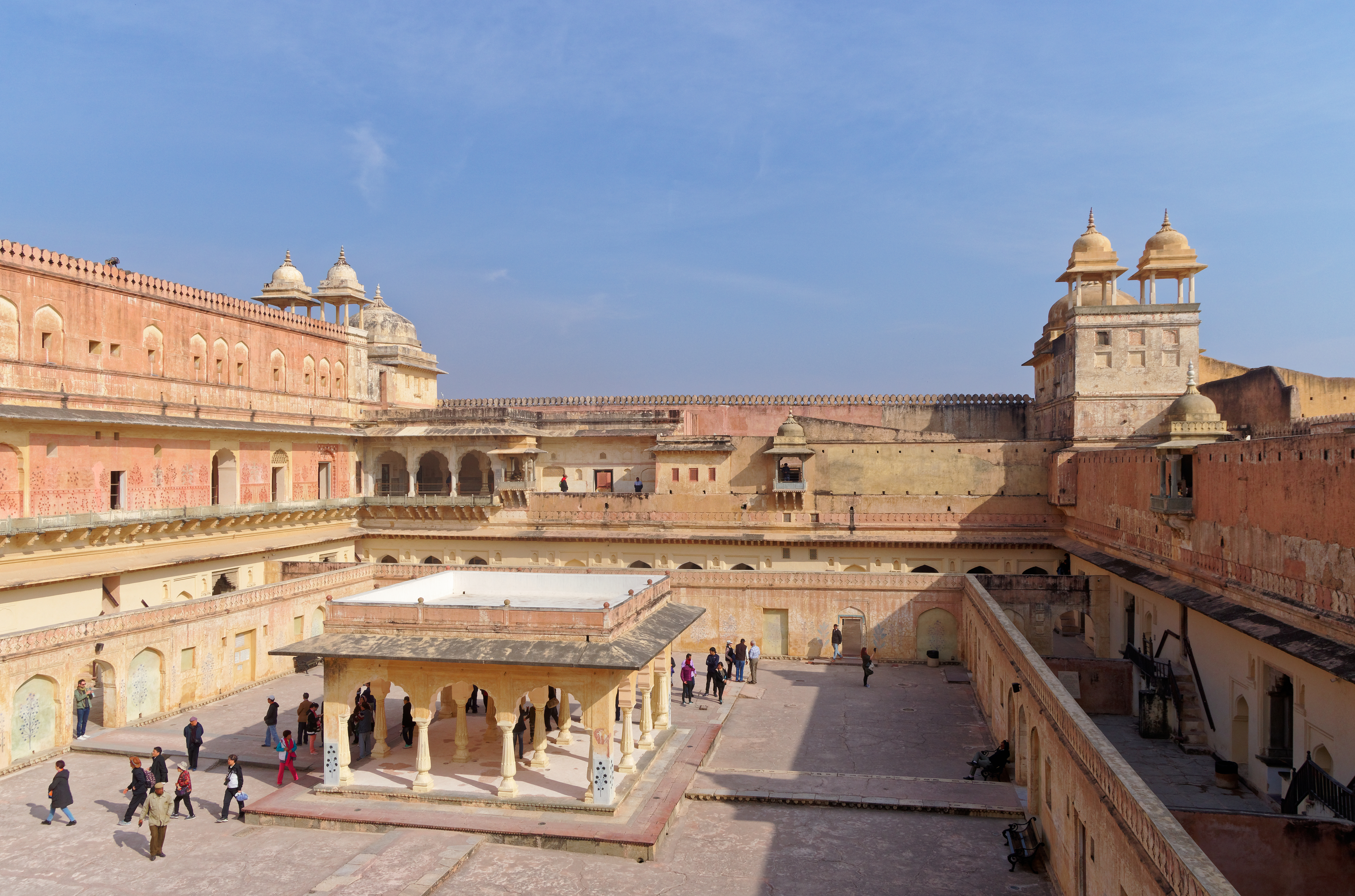
Man Singh Mahal com o baradari ao centro
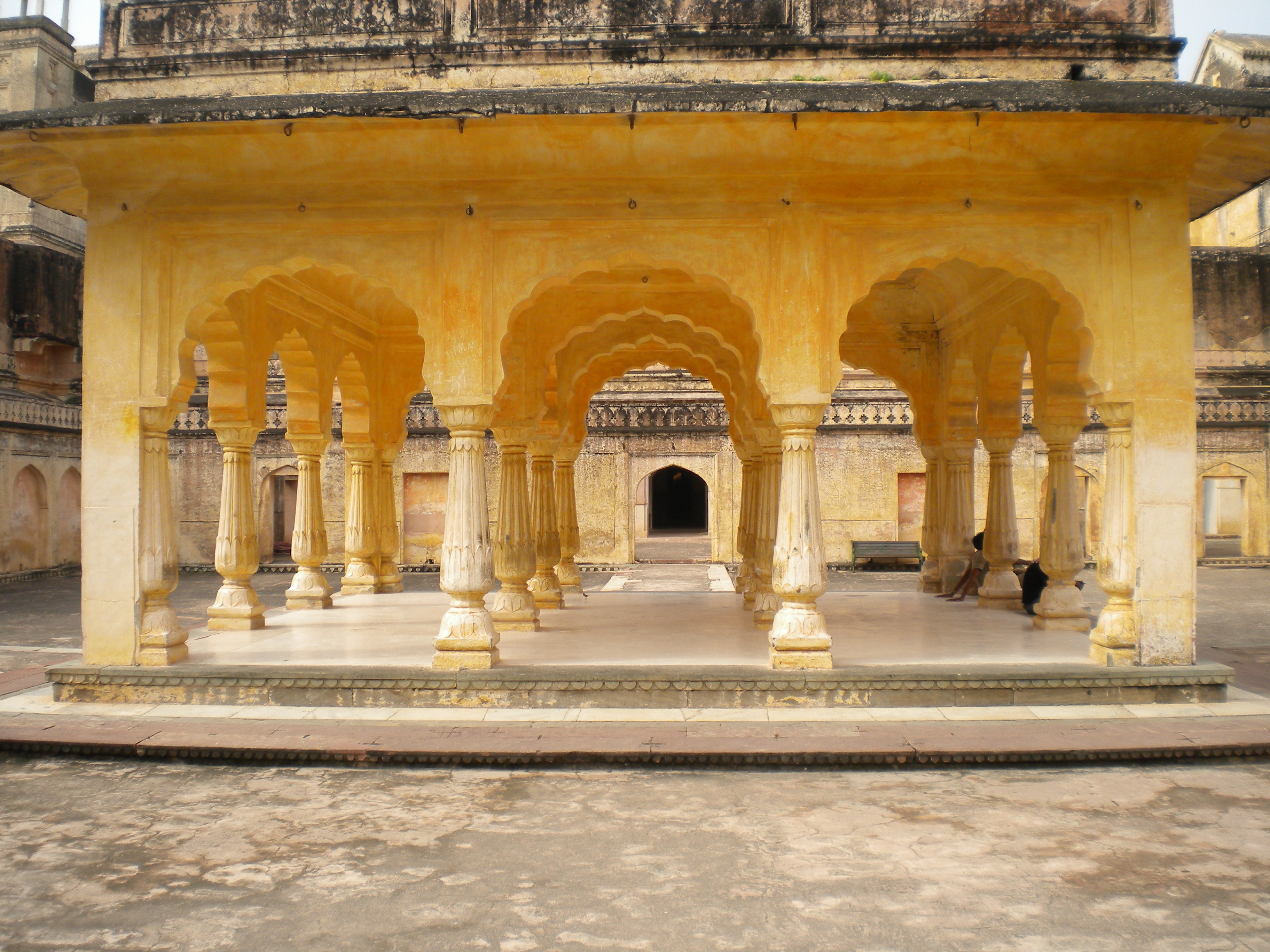
Detalhe do baradari no Man Singh Mahal
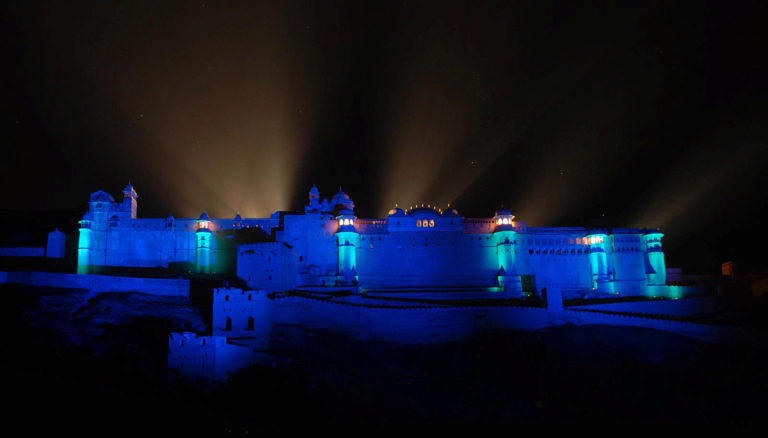
Forte de Amber à noite